# Nantes (œuvre d'art)
Pour les articles homonymes, voir Nantes (homonymie).
 (février 2024).
Si vous disposez d'ouvrages ou d'articles de référence ou si vous connaissez des sites web de qualité traitant du thème abordé ici, merci de compléter l'article en donnant les références utiles à sa vérifiabilité et en les liant à la section « Notes et références ».
Nantes est une œuvre d'art contemporain de Pierrick Sorin. Celui-ci expose ses propres œuvres au Château des ducs de Bretagne, où il livre un portrait de Nantes à travers un écran panoramique, des bateaux évoluent[pas clair] mais aussi par des photos et montages.